# Stefan Grützner
Stefan Grützner (* 29. Juni 1948 in Chemnitz) ist ein ehemaliger deutscher Gewichtheber.

## Karriere als aktiver Sportler
Stefan Grützner begann 1963 als 15-jähriger Jugendlicher in seiner Heimatstadt beim SC Karl-Marx-Stadt mit dem Gewichtheben. Herbert Svejkovsky hatte dort hervorragende Trainingsbedingungen geschaffen. 1966 wurde er Spartakiadesieger der DDR in der A-Jugend mit 327,5 kg im olympischen Dreikampf. Seine Entwicklung ging stetig weiter. 1967 wurde er mit 360 kg 2. DDR-Meister der Junioren im Mittelschwergewicht hinter seinem späteren Dauerrivalen Helmut Losch aus Stralsund und 1968 erreichte er den ersten Platz der DDR-Juniorenmeisterschaft im Mittelschwergewicht mit 407,5 kg. Ab 1970 wurde er auch bei internationalen Meisterschaften eingesetzt und errang dabei viele Erfolge. Sein größter war ohne Zweifel der Gewinn der olympischen Bronzemedaille im Schwergewicht (damals bis 110 kg Körpergewicht) 1972 in München. Pech hatte er 1973, als er sich in hervorragender Form befand, aber unmittelbar vor den Weltmeisterschaften am Blinddarm operiert werden musste und so nicht teilnehmen konnte.

## Arbeit als Trainer
1975 beendete Stefan Grützner seine Laufbahn als aktiver Gewichtheber und wurde Trainer in Karl-Marx-Stadt, das sich in den 1980er Jahren zu einer regelrechten Hochburg des Gewichthebens in der DDR entwickelte. Bis 2013 war er als Trainer am späteren Bundes- und Olympiastützpunkt Chemnitz tätig und betreute dort Sportler wie Tom Schwarzbach, Alexander Oberkirsch und Stefan Wenke.

## Ehrungen
2013 wurde Grützner mit dem Chemmy für sein Lebenswerk ausgezeichnet.

## Internationale Erfolge/Mehrkampf
| Jahr | Platz  | Wettbewerb                   | Gewichtsklasse | Disziplin | Ergebnisse |
| 1970 | 5.     | Baltic Cup                   | Schwer         | OD        | mit 495 kg, Sieger: Jaan Talts, UdSSR, 550 kg vor Waleri Jakubowski, UdSSR, 540 kg                                 |
| 1971 | 7.     | EM in Sofia                  | Schwer         | OD        | mit 525 kg, Sieger: Waleri Jakubowski, 560 kg, vor Alexandar Krajtschew, Bulgarien, 557,5 kg                       |
| 1971 | 3.     | WM in Lima                   | Schwer         | OD        | mit 547,5 kg, hinter Juri Kosin, UdSSR, 555 kg und Alexandar Krajtschew, 550 kg                                    |
| 1972 | 1.     | vorolymp. Turnier in Ulm     | Schwer         | OD        | mit 535 kg, vor Kauko Kangasniemi, Finnland, 525 kg                                                                |
| 1972 | 2.     | EM in Constanța              | Schwer         | OD        | mit 550 kg, hinter Jaan Talts, 587,5 kg und vor Kauko Kangasniemi, 540 kg                                          |
| 1972 | Bronze | OS in München                | Schwer         | OD        | mit 555 kg, hinter Jaan Talts, 580 kg und Alexandar Krajtschew, 562,5 kg                                           |
| 1973 | 2.     | intern. Turnier in Taschkent | Schwer         | OZ        | mit 362,5 kg, hinter Pawel Perwuschin, UdSSR, 392,5 kg und vor Kauko Kangasniemi, 360 kg                           |
| 1974 | 4.     | EM in Verona                 | Schwer         | OZ        | mit 362,5 kg, hinter Waleri Ustjuschin, UdSSR, 390 kg, Walentin Christow, Bulgarien und Jürgen Ciezki, DDR, 370 kg |
| 1974 | 3.     | Baltic-Cup in Växjö/Schweden | Schwer         | OZ        | mit 362,5 kg hinter Waleri Ustjuschin, 372,5 kg und Peter Käks, DDR, 367,5 kg                                      |

## WM- und EM-Medaillen Einzeldisziplinen
- WM-Goldmedaillen: 1971, Reißen, S – 1972, Stoßen, S,
- WM-Silbermedaille: 1971, Stoßen, S
- EM-Goldmedaille: 1972, Stoßen, S,
- EM-Bronzemedaille: 1972, Reißen, S

## DDR-Meisterschaften/Mehrkampf
| Jahr | Platz | Gewichtsklasse | Disziplin | Ergebnisse                                                                            |
| 1968 | 1.    | Mittelschwer   | OD        | Juniorenmeisterschaft mit 407,5 kg (130-120-157,5), vor K.H. Lüftner, Leipzig, 330 kg |
| 1969 | 2.    | Mittelschwer   | OD        | mit 450 kg, hinter Klaus Bargende, 477,5 kg und vor Helmut Losch, 450 kg              |
| 1970 | 1.    | Schwer         | OD        | mit 505 kg, vor Klaus Kroll, 485 kg und Helmut Losch, 475 kg                          |
| 1971 | 1.    | Schwer         | OD        | vor Löwe, Karl-Marx-Stadt                                                             |

Erläuterungen
- OD = olympischer Dreikampf, bestehend aus beidarmigem Drücken, Reißen und Stoßen; olympischer Zweikampf, bestehend aus beidarmigem Reißen und Stoßen
- Mittelschwer, damals Gewichtsklasse bis 90 kg, Schwergewicht, bis 110 kg Körpergewicht
- OS = Olympische Spiele, WM = Weltmeisterschaft, EM = Europameisterschaft